# Xenodorus janus
Xenodorus janus är en skalbaggsart som beskrevs av Fabricius 1801. Xenodorus janus ingår i släktet Xenodorus och familjen Dynastidae. Inga underarter finns listade i Catalogue of Life.